# 1871 en musique
| \| • Retour à la chronologie générale de la musique populaire • \| |
| XXIe siècle • XXe siècle • XIXe siècle • XVIIIe siècle XVIIe siècle • XVIe siècle • XVe siècle • XIVe siècle XIIIe siècle • XIIe siècle • XIe siècle • Xe siècle IXe siècle • VIIIe siècle • Haut Moyen Âge • Rome • Grèce |
| • Retour à la chronologie générale de la musique populaire • |

| • Retour à la chronologie générale de la musique populaire • |

| Années de la musique populaire : 1868 - 1869 - 1870 - 1871 - 1872 - 1873 - 1874    |
| Décennies de la musique populaire : 1840 - 1850 - 1860 - 1870 - 1880 - 1890 - 1900 |

## Événements et œuvres
- avril : La Danse des bombes, chanson de Louise Michel inspirée par la Commune de Paris[1].
- La Semaine sanglante, chanson révolutionnaire de Jean Baptiste Clément à Paris, chantée sur l'air du Chant des Paysans de Pierre Dupont.
- Marche Alsace et Lorraine, appelée communément Vous n'aurez pas l'Alsace et la Lorraine, composée par Frédéric Bentayoux, sur des paroles de Gaston Villemer et Hippolyte Nazet.
- Will S. Hays (en), chanson The Little Old Log Cabin in the Lane.
- Le Chant de l'Internationale, chanson écrite par Paul Burani et Isch Vall sur une musique d'Antonin Louis.
- Preußens Gloria (Gloire de la Prusse), marche allemande composée par Johann Gottfried Piefke.

## Naissances
- 2 janvier : Paulette Darty, chanteuse et une actrice française, morte en 1939.
- 25 mai : Frejol, chanteur de café-concert français († 15 novembre 1953).
- 17 juin : James Weldon Johnson, poète américain, auteur du negro spiritual Dem Bones, mort en 1938.
- 23 octobre : Numa Blès, chansonnier et goguettier français († 29 septembre 1917).
- 17 novembre : Salvatore Gambardella, musicien et parolier italien, auteur de nombreuses chansons napolitaines, mort en 1913.
- 18 novembre : Tom Turpin, pianiste et compositeur de ragtime américain († 13 août 1922).

## Décès
- 24 mai : Francisco Salvador-Daniel, compositeur et ethno-musicologue français d'origine espagnole, qui a traduit des chansons d'Afrique du Nord et les a adaptées pour les instruments occidentaux, né en 1831.

- Date précise inconnue :
  - Charles Delange, chansonnier français.
  - John Edward Pigot, collecteur irlandais de musique irlandaise traditionnelle (° 1822).